# Skála Rachoníou
Skála Rachoníou (Skala Rachoniou) är en ort i Grekland.   Den ligger i prefekturen Nomós Kaválas och regionen Östra Makedonien och Thrakien, i den nordöstra delen av landet, 300 km norr om huvudstaden Aten. Skála Rachoníou ligger 3 meter över havet och antalet invånare är 283. Den ligger på ön Thassos.
Terrängen runt Skála Rachoníou är varierad. Havet är nära Skála Rachoníou åt nordväst. Runt Skála Rachoníou är det ganska glesbefolkat, med 34 invånare per kvadratkilometer. Närmaste större samhälle är Prínos, 5,5 km sydväst om Skála Rachoníou. 